# Les Filières africaines de la prostitution
 (mars 2018).
Si vous disposez d'ouvrages ou d'articles de référence ou si vous connaissez des sites web de qualité traitant du thème abordé ici, merci de compléter l'article en donnant les références utiles à sa vérifiabilité et en les liant à la section « Notes et références ».
Pour plus de détails, voir Fiche technique et Distribution.
Les Filières africaines de la prostitution est un  documentaire français réalisé par Olivier Enogo et Romaric Atchourou et sorti en 2005.

## Synopsis
Olivier Enogo et Romaric Atchourou, journalistes d’origine camerounaise, décident d’enquêter sur les réseaux de prostitution africains dans les pays occidentaux,,,,,. Durant un an, ils rencontrent, en Afrique et en France, parfois dans des conditions dangereuses, des victimes et leurs familles, des membres d’associations, des représentants d’institutions comme le Ministère des Affaires étrangères, la police...